# مشروع وكالة الأبحاث العسكرية المتقدمة فالكون

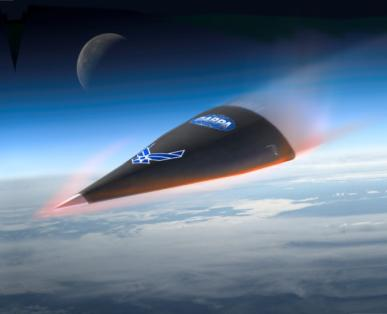

مشروع وكالة الأبحاث العسكرية المتقدمة فالكون هو مشروع مشترك بين وكالة الأبحاث الدفاعية المتقدمة وسلاح الجو الأمريكي كجزء من مشروع الضربة العالمية الفورية الهادف إلى ضرب أي هدف في العالم في غضون ساعة واحدة فقط بغض النظر عن مكانه. يهدف المشروع إلى تصميم منظومات أسلحة فائقة السرعة تطلق من الولايات المتحدة الأمريكية نفسها لتهاجم أهداف في أي مكان في العالم في ساعة واحدة فقط ! هناك عدة أسماء لمعت وبدأنا نسمع عنها ضمن هذا البرنامج الكبير ورغم أنه تجتمع في صفة السرعة الخارقة إلا أنها تختلف كثيرا في المواصفات والأدوار.